# Saatwinkel

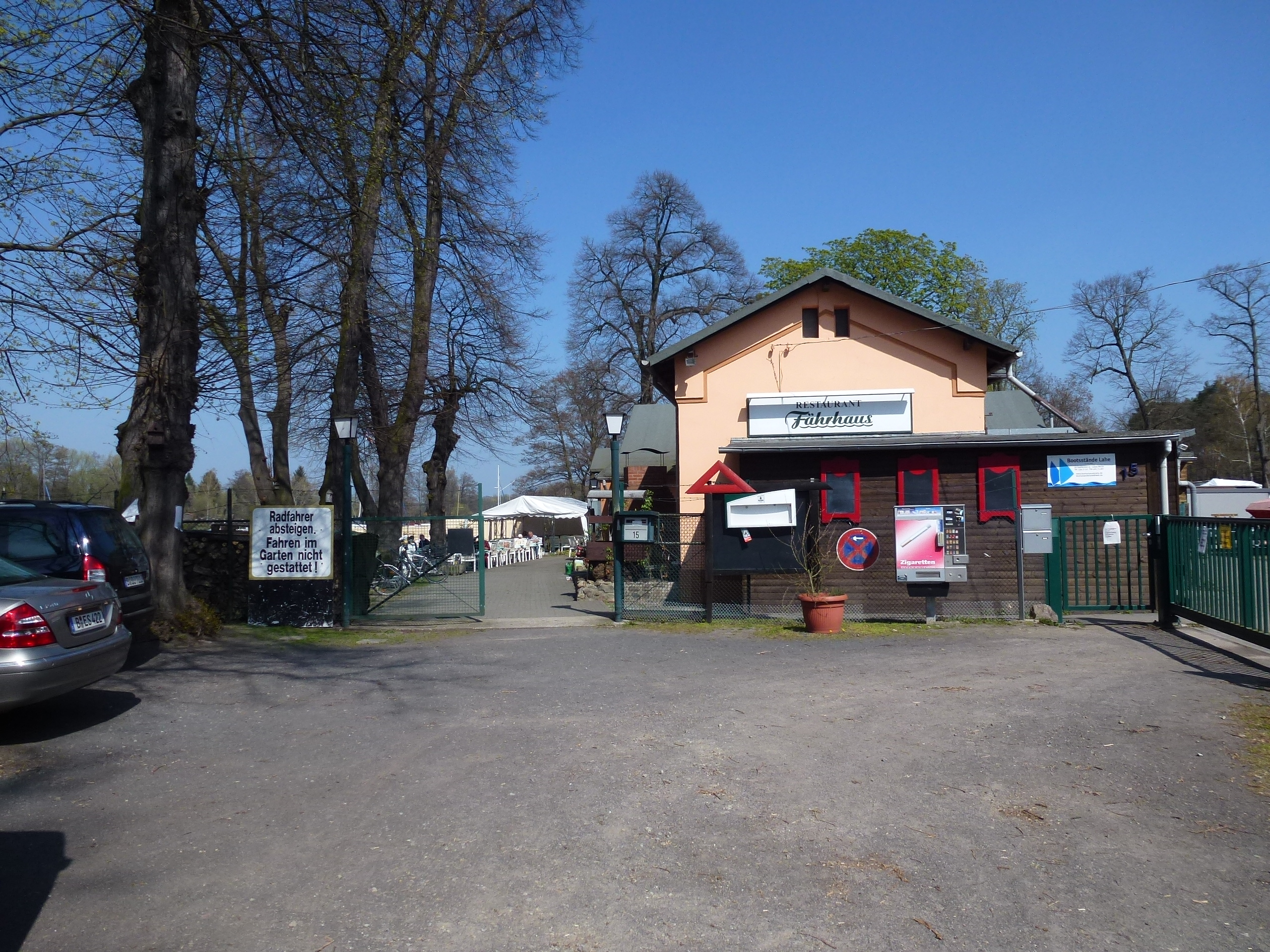
Fährhaus in Saatwinkel

Saatwinkel ist eine Berliner Ortslage im Ortsteil Tegel des Bezirks Reinickendorf, direkt am Tegeler See. Saatwinkel besteht hauptsächlich aus Stellplätzen für Dauercamper sowie Bootsliegeplätzen, es gibt auch einen Fähranleger mit Restaurant und eine öffentliche Badestelle.

## Geschichte
Saatwinkel entstand gleichzeitig mit dem 1749 angelegten Salzhof und war ursprünglich ein Holzlagerplatz. Erstes Gebäude war das Holzwärterhaus von 1750, das nach 1857 abgebrochen wurde.

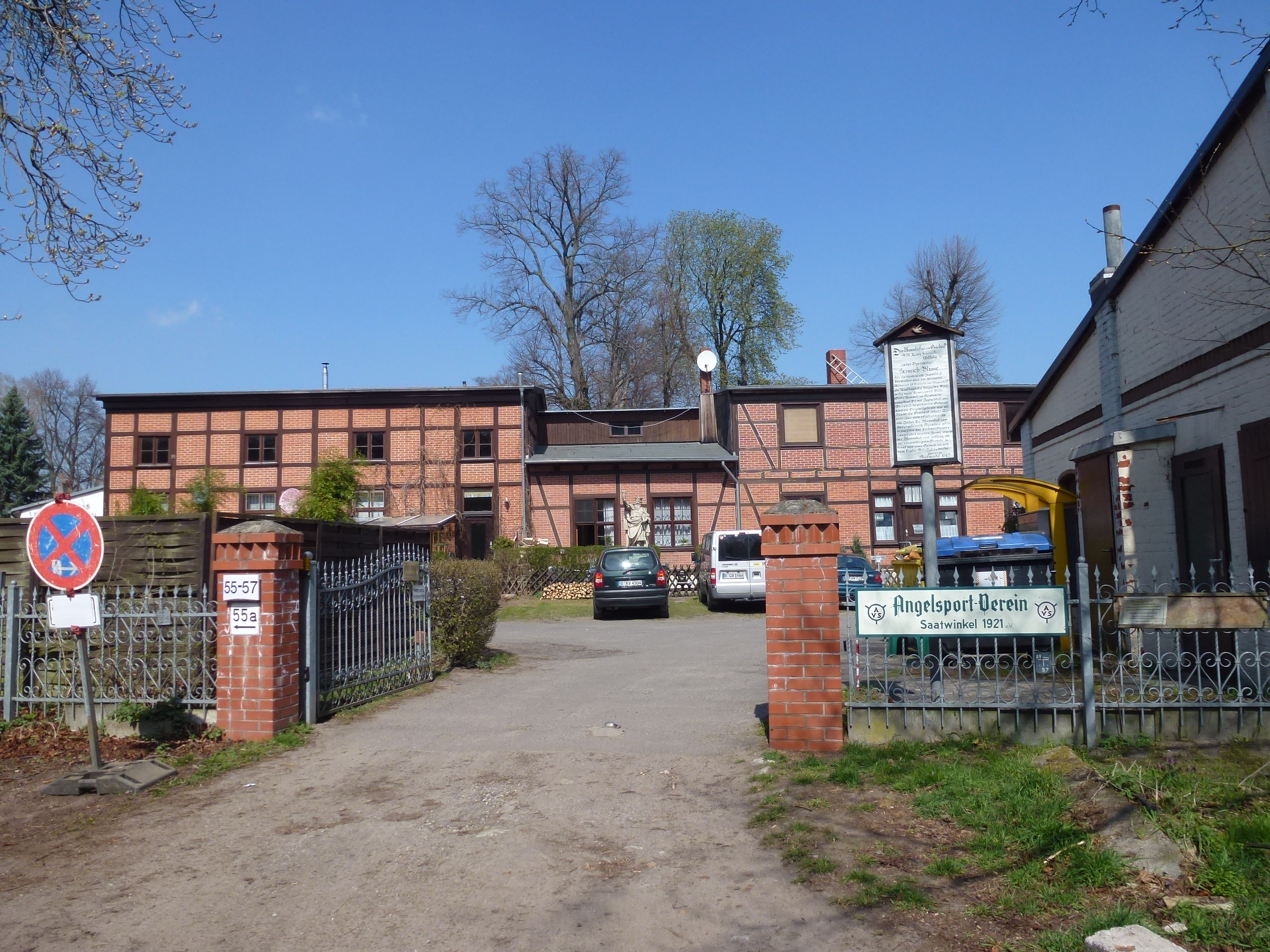
Blumeshof

Saatwinkel wurde zum Ausflugsort mit mehreren Gastwirtschaften, von denen drei über 100 Jahre betrieben wurden. Die Uferzonen des Restaurant Saatwinkel, erbaut 1821 und des Blumeshof, Gasthof seit 1840, wurden 1963 bzw. 1973 geschlossen und in Stellplätze für Dauercamper umgewandelt. Lediglich das ehemalige Kranhaus, seit 1883 eine Gastwirtschaft, ab 1925 als Restaurant Fährhaus, existiert bis heute.
Der 1859 eröffnete Berlin-Spandauer Schiffahrtskanal endete am Tegeler See genau in Saatwinkel. Dort wurde ein Kranhaus erbaut, das bis Anfang der 1880er Jahre für das Setzen und Legen der Masten von Segelschiffen gebraucht wurde. Durch die parallel gebaute Straße war auch Saatwinkel besser erreichbar. Gegen Ende des 19. Jahrhunderts entwickelte sich ein Fährverkehr von Saatwinkel aus nicht nur zu den Inseln, sondern auch nach Tegelort. Als der Kanal um 1912 begradigt wurde, wurde die Straße unterbrochen und der Kanalabschnitt in Saatwinkel wieder zugeschüttet.
Saatwinkel gehörte zum 1823 gebildeten Gutsbezirk Forstrevier Tegel, nach dessen Aufteilung 1904 zum Gutsbezirk Tegeler Forst-Nord, beide im Kreis Niederbarnim. Seit 1920 gehört es zum Bezirk Reinickendorf in Berlin. Der westliche Streifen zwischen Kleiner Malche und dem 1912 entstandenen Kanalufer gehörte ab 1910 zu Spandau und kam erst 1938 zu Reinickendorf.